# Mustafa Al-Kadhimi

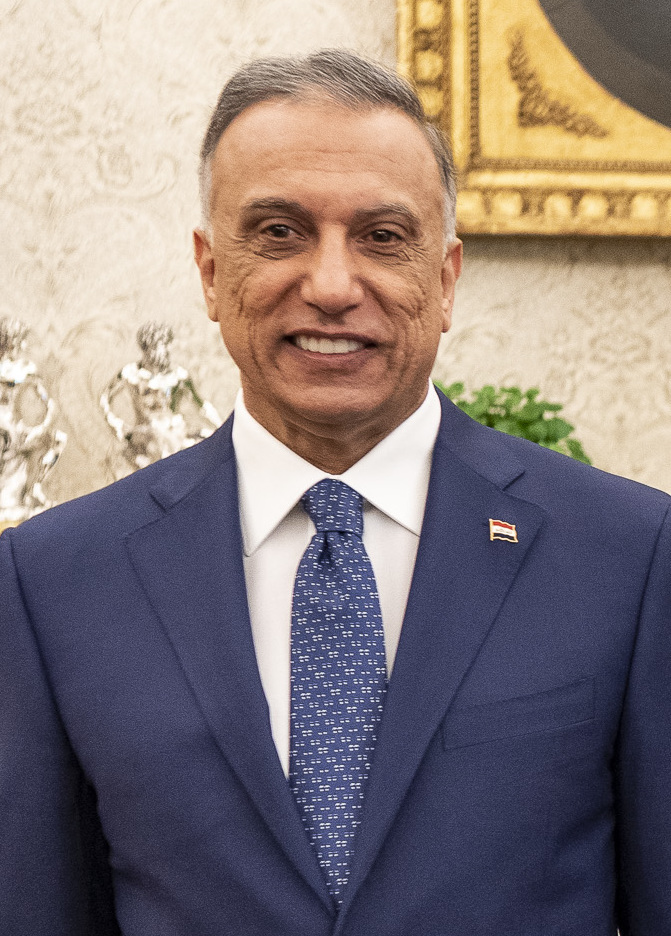
Mustafa al-Kadhimi

Mustafa al-Kadhimi (arabisch مصطفى الكاظمي Mustafa al-Mazimi, DMG Muṣṭafā al-Kāẓimī, Geburtsname: Mustafa Abdul-Latif Mischatat, * 5. Juli 1967 in Bagdad) ist ein parteiloser irakischer Politiker. Von 2020 bis 2022 war er Premierminister des Irak.

## Leben
Nach einem Studium der Rechtswissenschaften an dem privaten Al-Thurat College in Bagdad verließ Al-Kadhimi während der Diktatur Saddam Husseins im Jahr 1985 den Irak. Er lebte im Iran, in den Vereinigten Staaten, in Deutschland und mehrere Jahre in Großbritannien.
Nach dem Beginn des Irakkriegs im Jahr 2003 kehrte er in sein Geburtsland zurück. Neben seiner Arbeit als Direktor der von Kanan Makiya in London gegründeten Iraq Memory Foundation, die die Verbrechen Saddam Husseins dokumentieren sollte, war er Mitbegründer eines Mediennetzwerks, aus dem der Fernsehsender al-Iraqia hervorging.
Ab 2010 war er drei Jahre lang Chefredakteur der irakischen Ausgabe des Nachrichtenmagazins Newsweek. Von Juni 2016 bis April 2020 war er Direktor des irakischen Geheimdienstes und verantwortete dabei den nachrichtendienstlichen Kampf gegen den Islamischen Staat.
Nachdem Premierminister Adil Abd al-Mahdi infolge von Protesten im Oktober 2019 seinen Rücktritt eingereicht hatte, gehörte Mustafa al-Kadhimi zum Kandidatenkreis für das Amt des Premierministers.
Am 9. April 2020 wurde er von Präsident Barham Salih mit der Bildung einer Regierung beauftragt, nachdem bereits zwei andere designierte Kandidaten, Mohammed Taufiq Allawi und Adnan al-Zurfi, an dieser Aufgabe gescheitert waren und Adil Abd al-Mahdi daher geschäftsführend im Amt verblieb. Am 6. Mai 2020 sprach die Mehrheit des irakischen Parlaments Al-Kadhimi das Vertrauen aus, allerdings nicht allen Ministern des von ihm präsentierten Kabinetts, sodass diese Posten vorerst unbesetzt bleiben. In einer Notsitzung am Folgetag wurden er und sein Kabinett vereidigt. Im Oktober 2022 wurde Mohammed Schia' as-Sudani zu al-Kadhimis Nachfolger als Premierminister ernannt.